# Баррантес Уренья, Уго
Уго Баррантес Уренья (исп. Hugo Barrantes Ureña; 21 мая 1936 — 28 сентября 2024) — архиепископ Сан-Хосе, Коста-Рика, с 2002 по 2013 год.
Родился 21 мая 1936 года в коста-риканском районе Сан-Исидро-де-Эль-Хенераль в крестьянской семье, был вторым из семи детей у своих родителей.
Начальное образование получил в смешанной школе Уренья (1944—1949), а среднее образование — в дополнительной школе Перес Селедон, завершив его в семинарии Нуэстра Сеньора де лос Анхелес Минор в Сан-Кристобаль-Норте и в Трес-Риос с 1950 по 1955 год. В 1956 году поступил в Центральную семинарию Сан-Хосе, где и завершил свое церковное обучение в 1961 году.
Рукоположен в сан диакона 19 марта 1961 года в часовне Центральной семинарии в Пасо Анчо архиепископом Карлосом Умберто Родригесом Киросом.
11 февраля 1962 года начал служение в качестве приходского священника в Сан-Хосе-де-Пальмарес- де -Перес-Селедон, где прослужил до августа того же года.
После обучения в Папском Григорианском университете (1962—1964) получил докторскую степень в области канонического права. Затем учился в институте «Lumen Vitae» в Брюсселе (1964—1965), где получил диплом по специальности «Катехизация взрослых».
С сентября 1965 по февраль 1967 года приходской викарий Сан-Исидро-де-Эль-Хенераль, отвечал за приходские общины Риваса и Буэнос-Айреса. С 11 февраля 1967 по 28 февраля 1974 года приходской священник в Буэнос-Айресе-де-Пунтаренас. С 1 марта 1974 по 26 сентября 1980 года приходской священник в Сан-Вито-де-Кото-Брус.
29 сентября 1980 года приступил к обязанностям приходского священника церкви Сан-Маркос-де-Таррасу и служил там до 31 декабря 1988 года. Ему также доверили приход церкви Сан-Пабло-де-Леон-Кортес, где он прослужил до 1984 года.
С 1985 по 1990 год национальный директор Папских миссионерских обществ.
30 апреля 1990 года папа Иоанн Павел II пожаловал ему сан капеллана Его Святейшества.
С 4 марта 1990 по 31 мая 1998 года приходской священник церкви Сан-Исидро-де-Эль-Хенераль.
17 апреля 1998 года была учреждена епархия Пунтаренаса, и он был назначен ее первым епископом. Рукоположен 16 июля того же года на стадионе Лито Перес в Пунтаренасе архиепископом Романом Арриетой Вильялобосом.
Принимал участие в 10-й очередной Генеральной ассамблее Синода епископов Ватикана (30 сентября — 27 октября 2001).
13 июля 2002 года папа Иоанн Павел II назначил его архиепископом Сан-Хосе (Коста-Рика), 18 октября того же года вступил в управление кафедрой. Занимал должность апостольского администратора в Пунтаренасе до 25 июля 2003 года.
Способствовал созданию епархии Картаго, учрежденной Папой Бенедиктом XVI 24 мая 2005 года. Президент Епископальной конференции Коста-Рики (2008—2011), отвечал за национальные комиссии по коммуникации и культуре, а также другие вопросы.
В 2011 году подал в отставку, как того требует Кодекс канонического права. 4 июля 2013 года папа Франциск принял его отставку. Управлял архиепархией в качестве апостольского администратора до 29 августа 2012.
После этого переехал в свой родной город Сан-Исидро-де-Эль-Хенераль, где продолжал осуществлять свое служение до тех пор, пока позволяло здоровье. Последние месяцы своей жизни проживал в приходе Сан-Мигель-Архангел в Эскасу.
Умер 28 сентября 2024 года в Сан-Хосе в возрасте 88 лет. Похоронен в соборе Святого Иосифа.